# París-Tours 1966
La París-Tours 1966 fue la 60ª edición de la clásica París-Tours. Se disputó el 9 de octubre de 1966 y el vencedor final fue el belga Guido Reybrouck del equipo Romeo-Smiths, que se impuso al sprint. 

## Clasificación general[1]
|    | Ciclista         | Equipo                   | Tiempo     |
| -- | ---------------- | ------------------------ | ---------- |
| 1  | Guido Reybrouck  | Romeo-Smiths             | 5h 44' 38" |
| 2  | Rik Van Looy     | Solo-Superia             | m.t.       |
| 3  | Paul Lemeteyer   | Ford France-Hutchinson   | m.t.       |
| 4  | Jan Janssen      | Pelforth-Sauvage-Lejeune | m.t.       |
| 5  | Gustaaf De Smet  | Wiel's-Groene Leeuw      | m.t.       |
| 6  | Noël Fore        | Romeo-Smiths             | m.t.       |
| 7  | Noël De Pauw     | Solo-Superia             | m.t.       |
| 8  | Joseph Huysmans  | Dr. Mann-Grundig         | m.t.       |
| 9  | Raymond Poulidor | Mercier-Hutchinson-BP    | m.t.       |
| 10 | Gianni Marcarini | Kamomé-Dilecta-Dunlop    | m.t.       |